# Apolo de Kassel

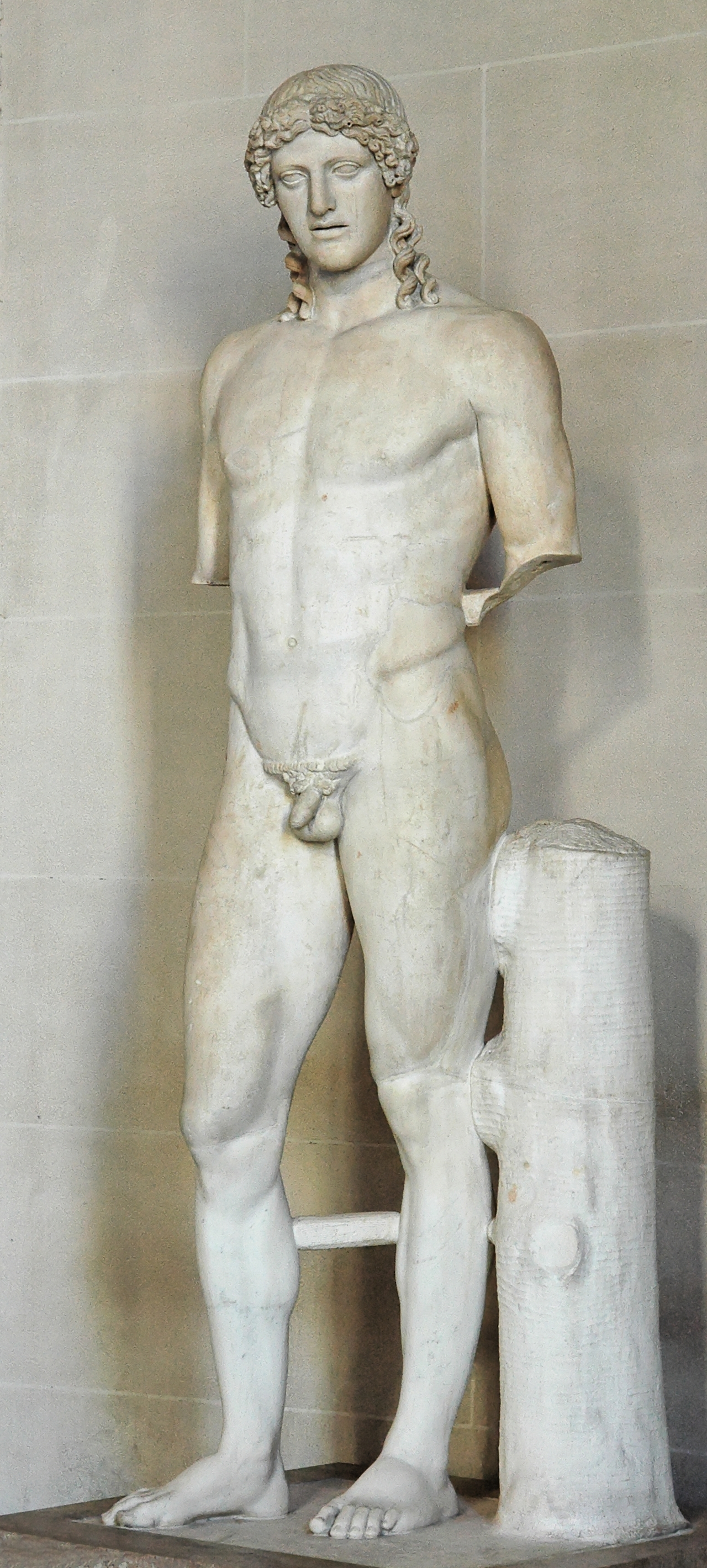
Apolo de Kassel en el Palacio de Wilhelmshöhe.

El Apolo de Kassel es una copia romana de una antigua estatua griega, probablemente atribuida al escultor clásico Fidias, que forma parte de la colección de antigüedades del Palacio de Wilhelmshöhe, ubicado en la ciudad de Kassel (Hesse, Alemania).

## Estatua
Apolo era una de las divinidades principales de la mitología greco-romana y uno de los dioses olímpicos. Hijo de Zeus y Leto, y hermano mellizo de Artemisa, poseía muchos atributos y funciones, y posiblemente después de Zeus fue el dios más influyente y venerado en la Antigüedad clásica. Era descrito como el dios de la divina distancia, que amenazaba o protegía desde lo alto de los cielos, siendo identificado con la luz de la verdad, tal es como se lo representaba con el sol. Era temido por los otros dioses y solamente su padre y su madre podían contenerlo. Era el dios de la muerte súbita, de las plagas y enfermedades, pero también el dios de la curación y de la protección contra las fuerzas malignas. Además, era el dios de la belleza, de la perfección, de la armonía, del equilibrio y de la razón, el iniciador de los jóvenes en el mundo de los adultos, estaba conectado a la naturaleza, a las hierbas y a los rebaños, y era protector de los pastores, marineros y arqueros. 
La estatua del Apolo de Kassel está hecha de mármol blanco y tiene una altura de 199 cm. Su creación esta datada en el siglo II d. C., realizada por un escultor romano desconocido como copia de un original de bronce griego perdido. Hay otras 26 copias conservadas, en su mayoría de la cabeza, siendo esta de Kassel una de las pocas que se conserva casi en su totalidad. La gran cantidad de copias realizadas hace indicar que el original fuera una estatua famosa. El geógrafo Pausanias narró que en la Acrópolis ateniense se encontraba una estatua de Apolo realizada por el escultor Fidias. Dado que las copias sobrevivientes son estéticamente muy similares a las figuras realizadas por Fidias en el friso del Partenón, se ha hecho natural identificar el modelo del Apolo de Kassel como una estatua más del repertorio de Fidias.
La estatua griega clásica de gran tamaño está ligeramente torcida en sí misma por el cambio de pie y la pierna que juega. La cabeza tiene rasgos faciales griegos clásicos y tiene el cabello rizado. Además, porta anchos hombros y una cintura estrecha, con una definición fina de los músculos. En su mano izquierda la estatua original sostenía un arco; mientras que en la derecha, probablemente, un saltamontes.

## Hallazgo
La estatua probablemente se encontró en el año 1721 en la antigua Villa de Domiciano, en la localidad italiana de Sabaudia, en el Lacio. En 1776 o 1777, el rey Federico II el Grande, que estaba interesado en el arte clásico, influido por las obras de Gotthold Ephraim Lessing y Johann Joachim Winckelmann, adquirió la estatua de mármol durante un viaje a Italia. Anteriormente, probablemente estuvo guardada en la colección Conti en Roma, quizá bajo el nombre conocido de Apollo Conti, siendo descrito por Winckelmann como "Apolo en el Pallaste Conti". En 1779 formó parte de la colección del museo Fridericianum, en Kassel, donde se mantuvo hasta su traslado, en 1974, a su actual ubicación.